# Halowe Mistrzostwa Świata w Lekkoatletyce 1989 – pchnięcie kulą kobiet
Pchnięcie kulą kobiet – jedna z konkurencji technicznych rozgrywanych podczas halowych mistrzostw świata w  hali Sport Csárnok w Budapeszcie. Rozegrano od razu finał 5 marca 1989. Zwyciężyła reprezentantka Republiki Federalnej Niemiec Claudia Losch. Tytułu zdobytego dwa lata wcześniej w Indianapolis nie broniła Natalja Lisowska ze Związku Radzieckiego.

## Rezultaty

### Finał
Opracowano na podstawie materiału źródłowego.
| Poz. | Zawodniczka        | Reprezentacja     | Próby | Próby | Próby | Próby | Próby | Próby | Wynik | Uwagi |
| Poz. | Zawodniczka        | Reprezentacja     | 1     | 2     | 3     | 4     | 5     | 6     | Wynik | Uwagi |
| ---- | ------------------ | ----------------- | ----- | ----- | ----- | ----- | ----- | ----- | ----- | ----- |
| 01 ! | Claudia Losch      | RFN               | 20,10 | 20,35 | 20,00 | 20,45 | 19,85 | 20,21 | 20,45 |       |
| 02 ! | Huang Zhihong      | Chiny             | 19,58 | 20,25 | 19,94 | 19,98 | 19,99 | x     | 20,25 | [ 1 ] |
| 03 ! | Christa Wiese      | NRD               | 18,52 | 17,99 | 17,55 | 18,32 | 19,75 | 19,48 | 19,75 |       |
| 4.   | Stephanie Storp    | RFN               | x     | 18,67 | 19,63 | x     | x     | x     | 19,63 |       |
| 5.   | Heike Hartwig      | NRD               | x     | 18,20 | x     | 19,07 | 19,26 | 19,44 | 19,44 |       |
| 6.   | Belsy Laza         | Kuba              |       |       |       |       |       |       | 19,32 | [ 1 ] |
| 7.   | Soňa Vašíčková     | Czechosłowacja    |       |       |       |       |       |       | 18,52 |       |
| 8.   | Li Meisu           | Chiny             |       |       |       |       |       |       | 18,08 |       |
| 9.   | Ramona Pagel       | Stany Zjednoczone |       |       |       |       |       |       | 17,71 |       |
| 10.  | Connie Price       | Stany Zjednoczone |       |       |       |       |       |       | 17,47 |       |
| 11.  | Viktória Horváth   | Węgry             |       |       |       |       |       |       | 17,10 |       |
| 12.  | Agnese Maffeis     | Włochy            |       |       |       |       |       |       | 16,95 |       |
| 13.  | Hanan Ahmed Khaled | Egipt             |       |       |       |       |       |       | 15,05 | [ 1 ] |